# Cercopimorpha meterythra
Cercopimorpha meterythra là một loài bướm đêm thuộc phân họ Arctiinae, họ Erebidae.